# 中国现代派诗群
中国现代派诗群的兴起是新月派和中国早期象征诗派诗歌发展的结果，中国现代派形成的另一个重要原因是《现代》杂志在1932年的创刊。作为现代诗歌的平台，《现代》的周围逐渐聚集起一批现代派诗人群，代表诗人有戴望舒、卞之琳等。
中国的现代主义诗歌在风格上不受韵律和格律限制，手法上多用象征暗喻等表达方式，诗歌的内容以自我心灵的感受为主。现代派诗歌形成之后，其诗歌创作的理论，由孙作云于1935年正式提出。他发表了《论“现代派”诗》一文，标志着中国现代派诗群的正式诞生。
1930年代，诗歌领域的“现代派”和小说领域的“新感觉派”成员合流，形成以施蛰存、戴望舒、杜衡、刘呐鸥、穆时英为核心成员的“现代派”。

## 相关连接
- 20世纪中国现代主义诗潮概观
- 中国现代诗歌史